# 埃爾文·布魯克斯·懷特
埃爾文·布魯克斯·懷特（Elwyn Brooks "E. B." White，1899年7月11日—1985年10月1日） 是美國作家和一个世界联邦主义者。他在五十多年的时间里担任着《紐約客》雜誌的撰稿人。他同样还是英語語言指南《英文寫作指南》——同时也被称为“斯特伦克&怀特”的合著者（与小威廉·斯特伦克）。他還寫兒童文學，其中包括《小不點司圖爾特》（1945年），《夏洛特的网》（1952年）和《天鵝的喇叭》（1970年）。
《夏洛特的網》在2012年被評為頂級兒童小說。

## 经历
怀特出生于纽约州的弗农山，是他家庭中最年幼的孩子。怀特的父亲，塞缪尔·蒂利·怀特，是一家钢琴公司的总裁，而他的母亲，杰西·哈特·怀特，则是苏格兰裔美籍画家威廉·哈特的女儿。埃尔文的哥哥，也被叫做斯坦的斯坦利·哈特·怀特，是一名景观建筑学教授以及垂直花园的发明者，他教授埃尔文如何阅读和探索自然世界。怀特于1921年毕业于康奈尔大学，获得文学学士学位。